# Географія туризму

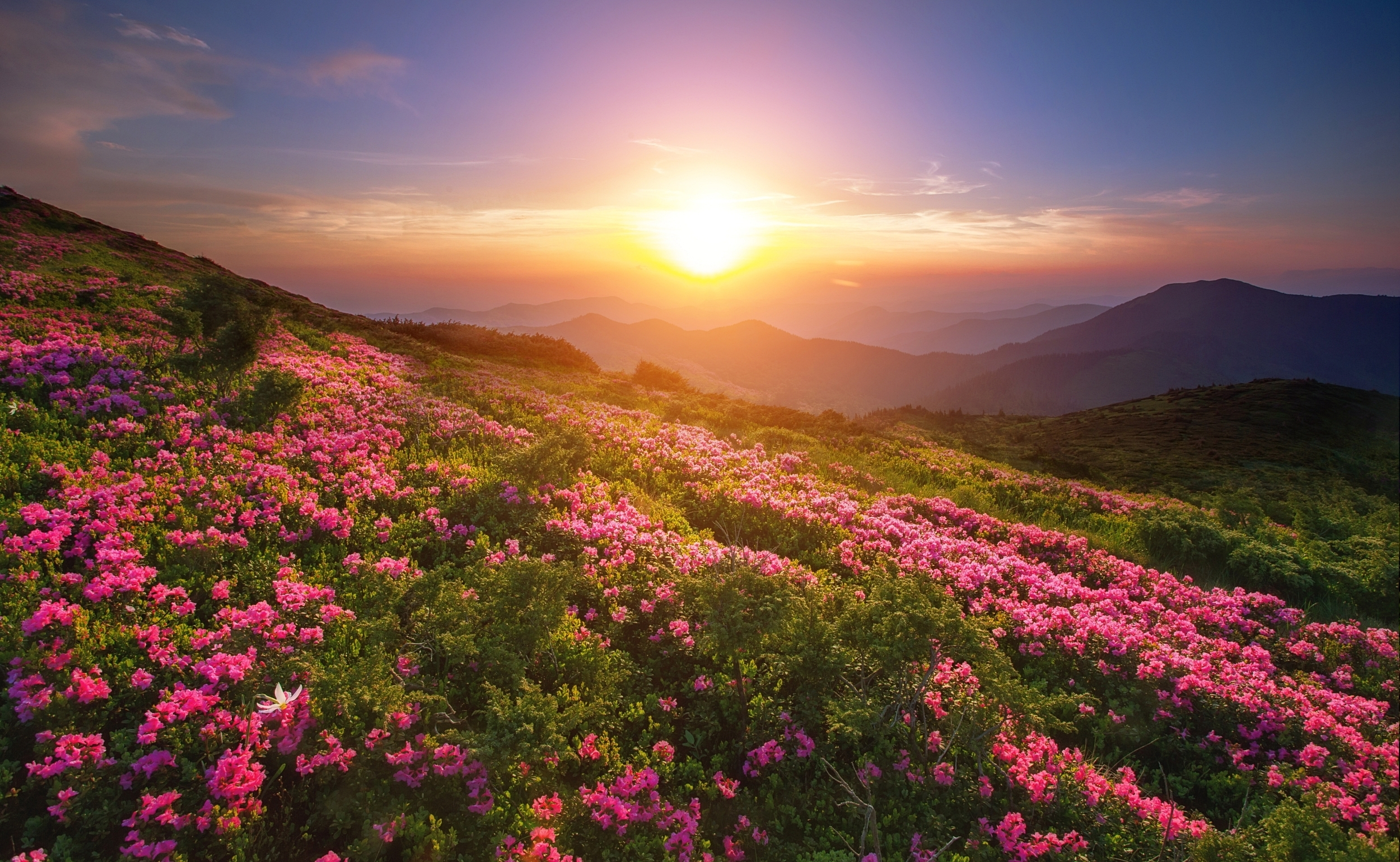
Карпатські краєвиди

 Географія туризму — галузь географії, яка вивчає територіальні аспекти туризму: умови і ресурси, щоб забезпечити можливості туристської діяльності, види туристської діяльності, туристські установи. Проблеми туризму — предмет вивчення як географії, а й інших наук — економіки, медицини, соціології, психології, із якими вона міцно пов'язана.

## Функції туризму
Туризм — це діяльність, що здійснюється за вільним вибором людини з метою відновлення фізичних і духовних сил та розвитку інтелектуальних здібностей.
- Рекреаційний туризм, пов'язаний з оздоровленням людини. Цей вид туризму повинен бути пріоритетеним, причому оздоровлення диференціюють на лікування та профілактику здоров'я.

Окрім рекреаційної функції туризму є ще культурна, соціальна, екологічна, просвітницька, виховна й економічна.
- Культурний туризм здійснюється через ознайомлення з культурою, побутом, традиціями, способом життя свого та інших народів світу. Впродовж XX ст. культурний туризм перетворюється на феномен сучасної культури. Серед усіх верств населення світу набуває популярності бажання пізнати інші народи.
- Соціальний туризм позитивно впливає на стан здоров'я та продуктивність — людської праці, підвищується завдяки оздоровленню населення, відновленню його духовних і фізичних сил.
- Екологічний туризм актуальний в сучасному світі. Організатори туризму повинні бути зацікавлені в збереженні та раціональному використанні природних ресурсів. З одного боку, туризм є споживачем природних ресурсів і своєю діяльністю впливає на її стан, а з іншого — в їх збереженні та раціональному використанні мають бути зацікавлені організатори туризму. Тому екологічний туризм повинен стати пріоритетним видом туризму.
- Просвітницький і виховний туризм поєднані між собою. Підвищення інтересу до ріного краю, відбулося внаслідок відновлення маршрутів, які пов'язані з національно-визвольною боротьбою українського народу, історико-культурною спадщиною українського козацтва, героїчною боротьбою із різними завойовниками тощо. Це впливатимє на патріотичне виховання, насамперед підростаючого покоління.
- Економічний туризм залежить не лише від формування туристичного попиту, а й отримання бажаних наслідків від реалізації запропонованих послуг. Його діяльность вагоме значення має під час врахування мети туристичної подорожі[2].

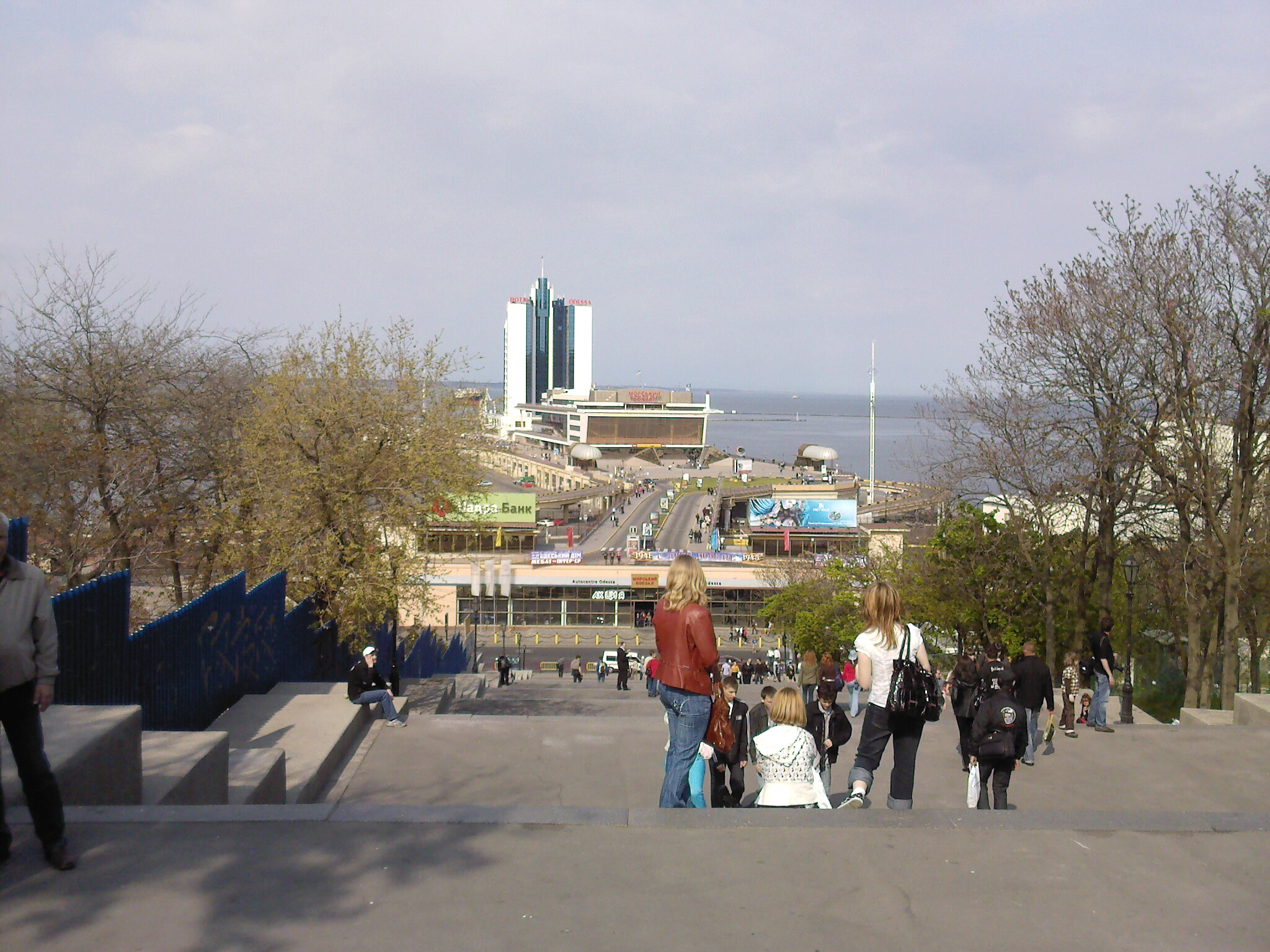
Потьомкінські сходи

### Основні види туризму
1.  Культурно-пізнавальний туризм  ділиться на:
а) знайомство з різними історичними, архітектурними або культурними епохами
б) відвідування культурних, артистичних, музичних, кінотеатрів, концертів, виставок;
в) відвідування лекцій, семінарів, курсів іноземної мови.
2. Спортивний туризм поділяють на активний і пасивний. В цей вид туризму входить наступна спортивна діяльність: водний туризм, зимовий спорт, полювання і рибальство, сафарі. Слід відзначити, що останні два види спортивного туризму є досить специфічними і мають своїх прихильників.

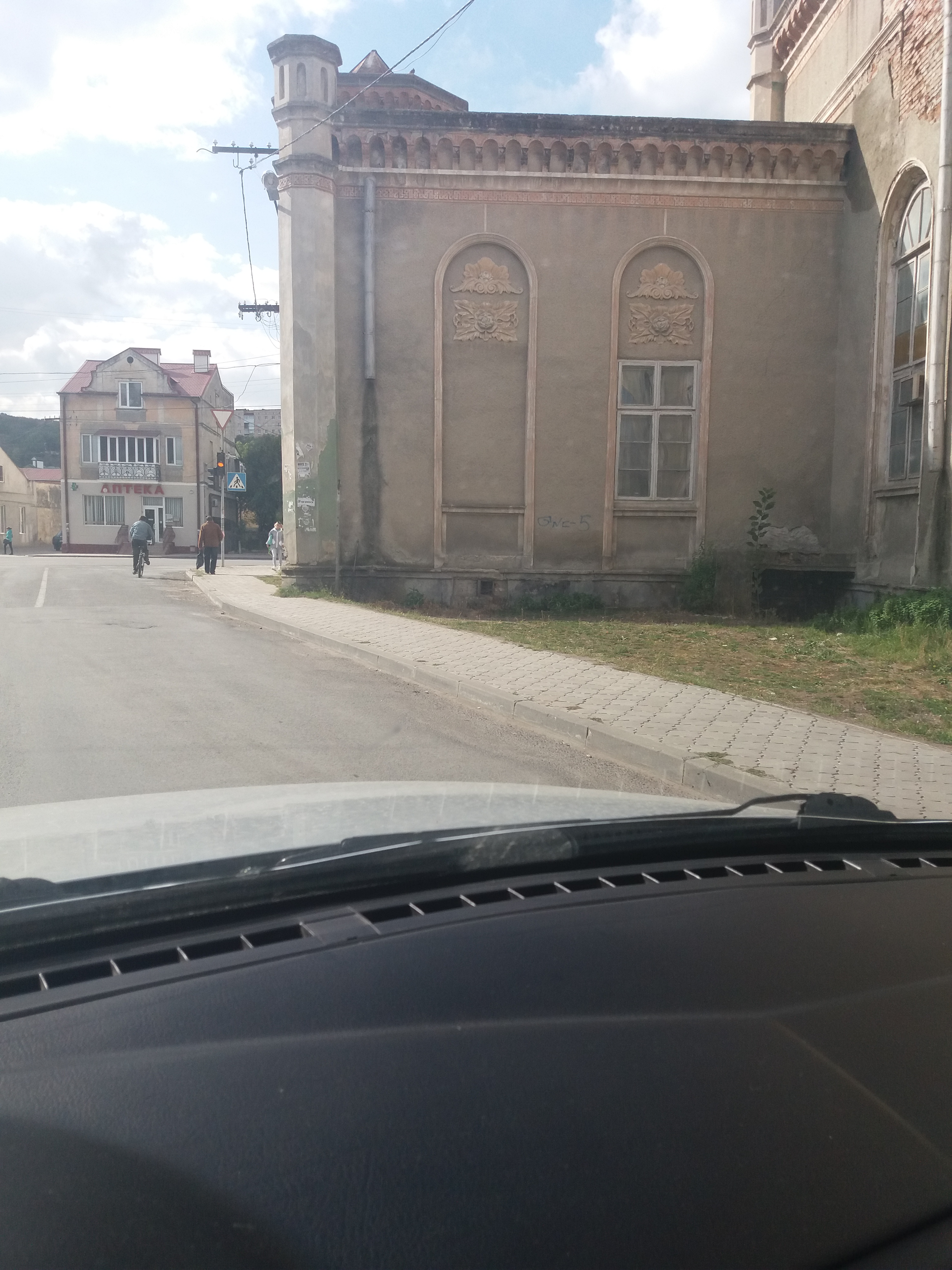
Синагога, м. ЧОРТКІВ

3.  Пригодницький туризм ділиться на 2 частини: пригодницький спорт і пригодницькі подорожі. До пригодницького  спорту входять наступні підвиди:
- аеростатний туризм (подорож на повітряній кулі);
- скелелазіння;
- спуск по бурхливих річках - рафтинг;
- водні лижі;
- віндсерфінг;
- подорож на конях, мотоциклах, велосипедах по рівнині і в горах;
- спуск на парашутах в горах або на морі;
- підводне плавання;
- катання на снігоходах, водних мотоциклах.
Пригодницькі подорожі можуть залежати від засобів, місць розміщення (проживання), виду харчування. Африканські савани і пустелі, гірські райони Південної Америки та Азії, в цих регіонах особливо популярний пригодницький туризм.
4.  Діловий туризм. Мета цього виду туризму є  встановлення або підтримання контактів з діловими партнерами. Діловий туризм пов'язаний з великими містами, в яких здійснюються  ділові переговори та зустрічі. Такими містами можна вважати Париж, Лондон, Франкфурт-на-Майні, Рим, Амстердам, Мадрид, Женева, Барселона.
5.  Конгресно-виставковий туризм - це туристичні поїздки з метою участі в різних заходах.
6. Інсентив-туризм являє собою поїздки, якими фірма нагороджує своїх співробітників за високі показники в роботі.
7. Лікувальний (медичний) туризм - це  потреба в лікуванні різних захворювань. Цей вид туризму  має кілька різновидів:  бальнеологічний, грязелікування, таласотерапія.
8. Сільський туризм або  фермерський. Туристи живуть у спеціалізованих таборах або маленьких селищах, в контакті з природою. В цих місцях вони знайомляться з культурою регіону, національною кухнею та іншими звичаями та традиціями. Виник такий вид туризму в Європі в 50-тих роках.
9.  Екологічний туризм. Здійснюються подорожі в незаймані людською цивілізацією, екологічно чисті куточки природи для підтримки екологічної рівноваги в природі.
В основу розвитку екологічного туризму покладено три головні принципи:
- частина доходів, отриманих від обслуговування туристів, залишається на місцях і спрямовується на охорону природи;
- дотримання природоохоронних вимог зводиться в ранг основного закону;
- туристична поїздка відбувається з метою дослідницької цілі.
10.  Релігійний туризм має три форми: паломництво, екскурсійні тури та спеціалізований, в якому поєднані перші два 

## Основні форми туризму
Форми туризму класифікують за критерієм зовнішніх ознак.
Міжнародний туризм — цілеспрямована діяльність, пов'язана з наданням послуг іноземним туристам на території держави, яка їх приймає і громадянам країни постійного проживання, котрі мандрують за її межами.
Внутрішній туризм охоплює подорожі у межах кордонів країни або територію будь-якого внутрішнього регіону. Він популярний серед населення країн світу, адже не вимагає оформлення документів на переїзд чи права на перетин внутрішніх адміністративних кордонів тощо.
Обсяги внутрішнього туризму неоднакові. На показники впливають площа країни, наявність на території країни унікальних туристичних роб'єктів, що систематично приваблюють туристів, і навіть державний устрій. Всі види транспорту задіяні в організації внутрішнього туризмуту.